# Liechtensteiner Judoverband
Der Liechtensteiner Judoverband (LJV) ist die Dachorganisation der Judovereine in Liechtenstein. Sein Ziel ist die Förderung und Verbreitung des Judosports im Land. Der Liechtensteiner Judoverband ist Mitglied der Europäischen Judo-Union und der Internationalen Judo-Föderation.

## Geschichte
Der Liechtensteiner Judoverband wurde am 20. Dezember 2007 gegründet, nachdem sich der Liechtensteinische Budoverband nach 32 Jahren aufgelöst hatte. Mit der Neugründung wurde eine eigenständige Struktur für die Förderung des Judosports in Liechtenstein geschaffen.

## Struktur und Einbindung
Der Verband ist in die Sportschule Liechtenstein eingegliedert, wodurch eine gezielte sportliche Ausbildung und Förderung von Nachwuchs- und Leistungssportlern ermöglicht wird.

## Internationale Teilnahme
Der Verband entsendet Athletinnen und Athleten zu internationalen Wettkämpfen, darunter die Spiele der kleinen Staaten Europas sowie die Olympischen Spiele. Er richtet jährlich die Liechtenstein Judo Open in Vaduz aus. Darüber hinaus ist Liechtenstein in die Schweizer Mannschaftsmeisterschaften eingebunden und nimmt am zugehörigen Ligensystem teil.